# جون دونالد مكينتوش
جون دونالد مكينتوش هو سياسي كندي، ولد في 19 يوليو 1850، وتوفي في 1899.